# 杜兼
杜兼（750年—809年），字处弘，唐朝京兆府万年县（今陕西省西安市）人，杜正伦五世侄孙。
杜兼是唐德宗建中元年进士。多次征辟为诸府从事，拜为濠州刺史。性情浮险，喜尚豪侈。他知道德宗厌兵，他的刺史之位经年不改，兼谋自固，即修武备，募劲兵。德宗以他有才，于是他更加横恣，诬害属官韦赏、陆楚等。唐宪宗元和初年，任苏州刺史，所至杀戮聚敛，人人侧目。入拜给事中，官至河南尹。家中聚书至万卷，在书的末尾戒子孙以坠鬻为不孝。其子杜柔立，天長主簿；杜詞立，壽州參軍；杜誼立，順宗挽郎。

## 延伸阅读
[在维基数据编辑]
 在维基文库阅读此作者作品
 《舊唐書·卷146》，出自刘昫《舊唐書》
 《新唐書·卷172》，出自《新唐書》